# Višegrad
Višegrad (cyr. Вишеград) – miasto w Bośni i Hercegowinie, w Republice Serbskiej, siedziba gminy Višegrad. Leży nad rzeką Driną. W 2013 roku liczyło 5203 mieszkańców.

## Demografia
Według spisu ludności, sporządzonego w 1931 r., większość tj. 48.62%, stanowili prawosławni Serbowie. W 1991, okręg miejski Višegradu miał 21,199 mieszkańców, z czego 62.81% było Boszniakami, 32.85% Serbami, 1.48% Jugosłowianami, 0.17% Chorwatami, a 2.69% innymi. Samo miasto miało 11,668 ludności, z których, 64% stanowili Boszniacy, 29% Serbowie, 3% Jugosłowianie, a 5% inni.

## Historia i obecność w kulturze
Višegrad jest znany przede wszystkim dzięki Ivo Andriciowi, który opisał jego życie obracające się wokół starego mostu na rzece Drinie – Most na Drinie (Na Drini Ćuprija).
Niedaleka prawosławna wioska Sokoloviće jest miejscem urodzenia jednego z największych wezyrów Porty Osmańskiej, serbskiego brańca, nawróconego na islam, pod imieniem – Mehmed Pasza Sokolović.
Miasto było także sceną wczesnych walk wojny w Bośni 1992–1995. Populacja Boszniaków była później wygnana i tysiące z nich, zostało zamordowanych w czasie czystek etnicznych.
W 2007 roku Most Mehmeda Paszy Sokolovicia w Višegradzie został wpisany na listę światowego dziedzictwa UNESCO.

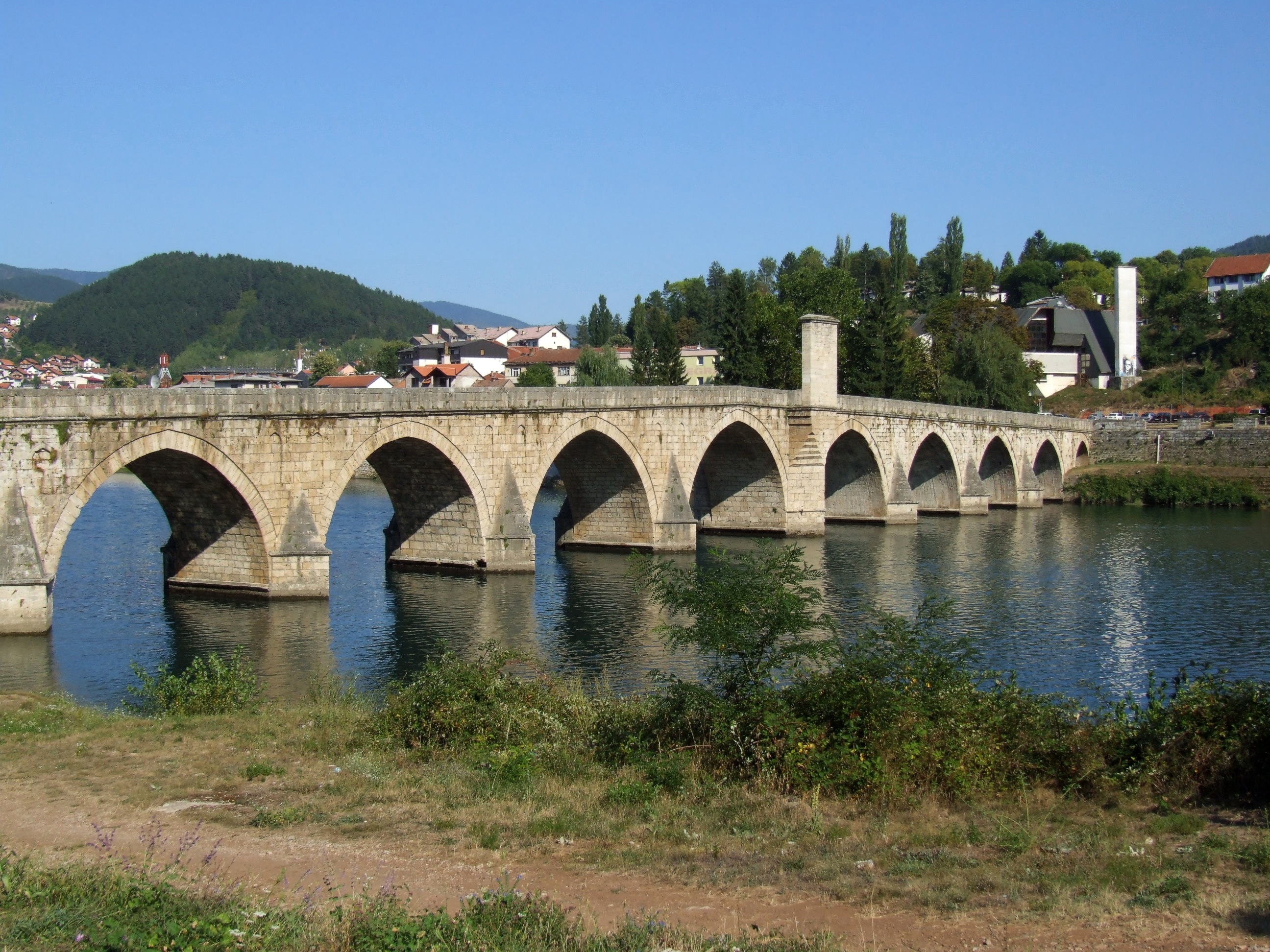
Most Mehmeda Paszy Sokolovicia